# Doksato
Doksato (gr. Δοξάτο, Doxáto) – miejscowość w północno-wschodniej Grecji, w administracji zdecentralizowanej Macedonia-Tracja, w regionie Macedonia Wschodnia i Tracja, w jednostce regionalnej Drama, w gminie Doksato. W 2011 roku liczyła 2884 mieszkańców.